# Comuna 3 (Tunja)

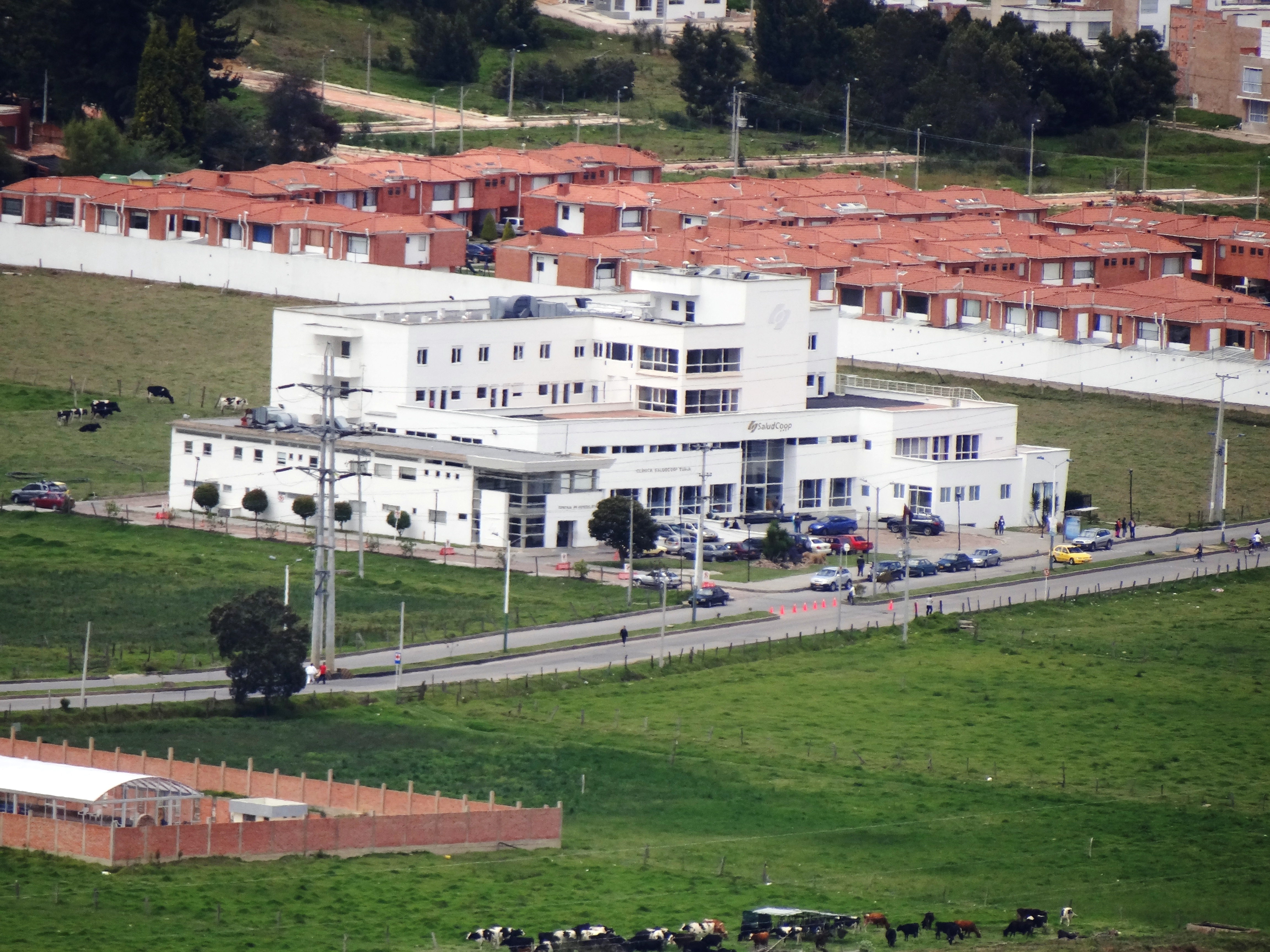
Clínica Materno Infantil María Josefa Canelones, Barrio Altagracia

La comuna 3, también llamada Nororiental de Tunja concentra la nueva zona comercial de la ciudad, las grandes superficies, la zona universitaria y la Casa de la Gobernación. Situado entre el valle y las colinas de Pirgua, es el sector de mayor crecimiento urbanístico de la ciudad (Avenidas, Zonas residenciales, edificios gubernamentales, centros médicos, deportivos y universitarios) y del oriente de Colombia.

## Limitaciones
Norte: Calle 60: Comuna 1

Sur: Avenida Olímpica, Paseo de la Gobernación: Comuna 7

Este: Aeropuerto Gustavo Rojas Pinilla, Vereda Pirgua

Oeste: Avenida Central del Norte y Río Jordán: Comuna 2

## Geografía
La comuna 3 está en el costado oriental del valle del río Jordánia y se extiende hacia los cerros orientales, en cercanías con la vereda de Pirgua y del Aeropuerto Gustavo Rojas Pinilla de Tunja. Cuenta con una población de 15.071 habitantes (1998) y una extensión territorial de 3.38 km². Su perímetro urbano es de 13.5 km y cuenta con la densidad poblacional de 4.459 hab/km² (1998).

### Demográficamente
Según la Encuesta Conozcamos Nuestro Barrio del Plan de Ordenamiento Territorial de 1998, la población tenía las siguientes características:
| Población proyectada (1999) | 19.932                                                          |
| --------------------------- | --------------------------------------------------------------- |
| Sexo                        | * Masculino 43,4% * Femenino 56,6%                              |
| Grupos de edad              | * Entre 11-15 años 10,7% * Entre 16-23 14,3%                    |
| Estado Civil                | * 57.3% Solteros * 40.3% Casados * 2.3% Unión Libre             |
| Ocupación                   | * 36.6% Estudiantes * 14% Hogar * 12.6% Empleados * 36.8% Otros |
| Estrato socioeconómico      | * 93.4% estrato 2 * 6.6% estrato 4 * 9.8% estrato 1             |

## División administrativa
Se destacan 4 grandes Sectores: La Esmeralda, Santa Inés, Mesopotamia y Centro Norte.
Algunos de los barrios son:
| - La Glorieta - La Pradera - Mesopotamia - La Esmeralda - Santa Inés - Remansos de Santa Inés - Quince de Mayo - Lombardía - Altagracia - Las Quintas - José de las Flores |

## Sitios de interés
- Avenida Universitaria
- Estadio Nacional "La Independencia"
- Centro Comercial VIVA TUNJA
- Centro Comercial Homecenter
- Centro Comercial Unicentro
- Centro Comercial Makro
- Centro Comercial Verano Mall
- Centro Comercial Bulevar Shopping Center
- Centro Comercial Centro Norte
- Centro de Convenciones
- Universidad Santo Tomás Sede Campestre
- Boulevard de la Gobernación
- Casa "Matilde Anaray" (Antigua casa del Gobernador)
- Clínica Cancerológica de Boyacá
- Clínica Materno Infantil "María Josefa Canelones"
- SENA
- Ópalo Market